# Château de Trézelles
L’actuel Château de Trézelles, situé au centre du village de Trézelles (Allier), a été construit sur les ruines d’un ancien château, plus vaste, dont l’origine remonte au XVIe ou au XVIIe siècle.

## Historique
Il faut attendre le début du XVIe siècle pour trouver mention du château de Trézelles dans les actes administratifs. En 1508, un certain Philippe Morel, gentilhomme, issu d’une famille appartenant à la bourgeoisie du pays, est présenté comme propriétaire de tout ou partie du château.
Le 6 septembre 1669, Gilbert Morel, écuyer, seigneur de Trézelles, de Cadelière et de Trézuble, descendant de Philippe Morel, obtint du roi Louis XIV des lettres patentes lui conférant la noblesse héréditaire et transmissible. Le 16 août 1685, il acheta à Bernard de la Guiche, Comte de Saint-Géran et de La Palisse, la justice haute, moyenne et basse du Bourg de Trézelles.
Dans les Annales bourbonnaises (Aveu et dénombrement des fiefs, terre et seigneurie de Trézel) on apprend que la propriété était constituée, en 1786, d’un château et de cinq corps de bâtiments situés autour dudit château. Les plans de l’époque font également état d’un porche d’entrée en plein cintre et de jardins en terrasse, ornés de jets d’eau. Des meurtrières dont il subsiste d’ailleurs un exemplaire à gauche du portail, protégeaient l’entrée du domaine.

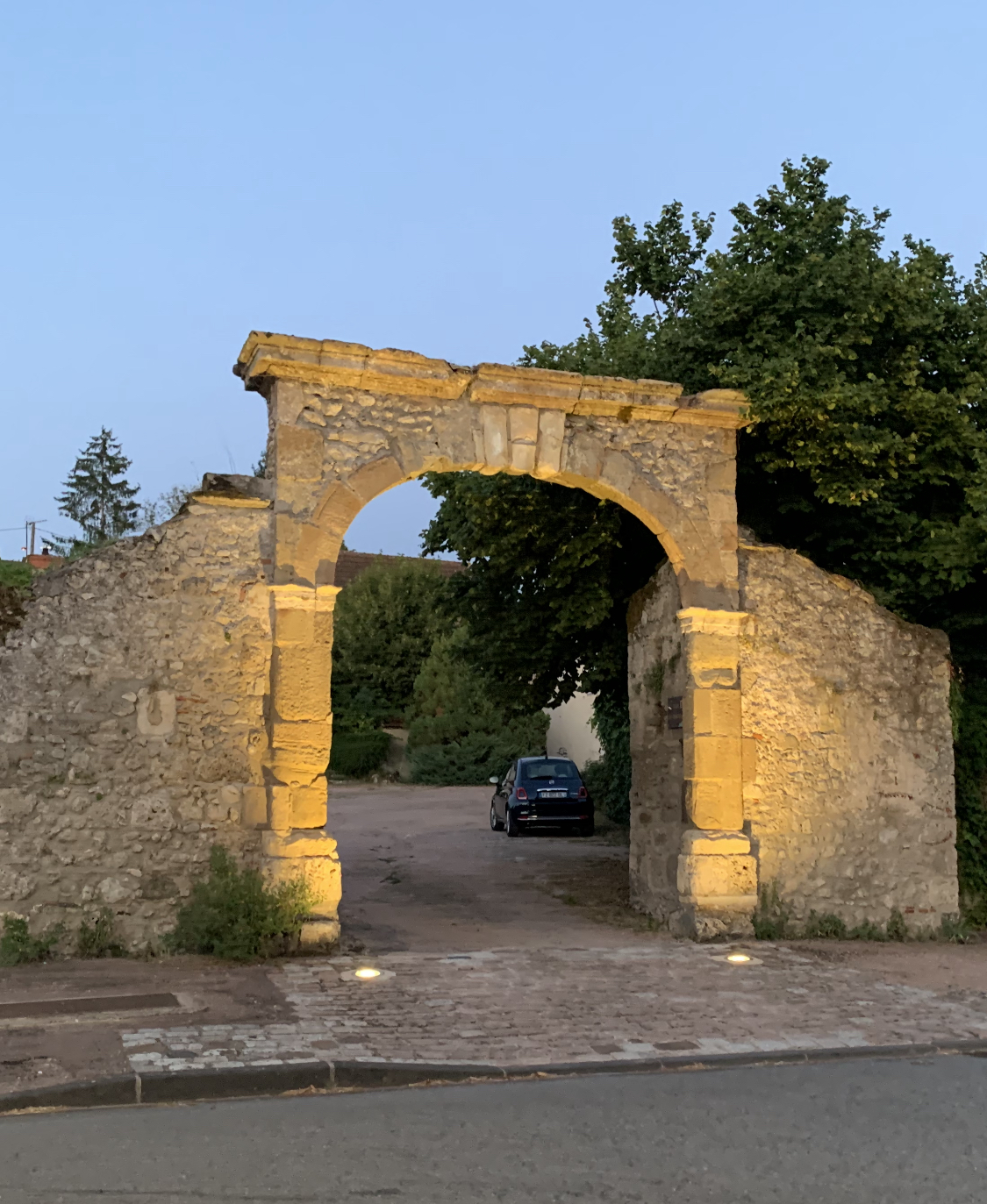
Portail d'entrée du château de Trézelles

Le château restera dans la famille Morel jusqu’à la Révolution française. En 1792, Jean-Baptiste Authier, comte de Villemontée, chevalier, ancien mousquetaire noir, capitaine au régiment des dragons d’Orléans, seigneur de Trézelles, fils de Marguerite Morel, émigre en raison des troubles révolutionnaires, probablement en Allemagne. Ses biens sont alors saisis et vendus. Le château tomba entre les mains de deux acquéreurs et fut peu à peu dépecé, de telle façon que l’on trouve à peu près, dans chaque maison du bourg, des pierres qui en proviennent.
De l’ancienne demeure seigneuriale, il ne subsiste aujourd’hui que deux des quatre tours d’angle ainsi que deux pavillons attenants qui servaient jadis d’écuries et de cellier. Le pavillon sud a été reconstruit fin du XVIIIe siècle ou au début du XIXe. Le bâtiment d’habitation se compose d’un corps de logis de forme rectangulaire de quatre travées de fenêtres, flanqué d'une tour. Le rez-de-chaussée, légèrement surélevé, est accessible par un escalier de pierre.